# Avenue des Passereaux
L'avenue des Passereaux (en néerlandais : Zangvogelslaan) est une rue bruxelloise de la commune d'Auderghem et de Woluwe-Saint-Pierre, qui descend de l'avenue des Paradisiers vers l'avenue des Traquets.
Elle est longue de 200 mètres en tout, dont 80 mètres partagés entre les deux communes.
La numérotation des habitations va de 5 à 39 pour le côté impair et de 2 à 46 pour le côté pair.

## Historique et description
L'avenue est proche du Den vogel sanc (Le chant d'Oiseaux) qui apparaît déjà sur la carte dessinée par J. Van Werden, en 1659.  
En 1925, la société Les Villas du Vogelzang a construit ce quartier entre la chaussée de Wavre et le parc de Woluwe, sur territoire de Woluwe-Saint-Pierre. Bon nombre de chemins des alentours ont donc reçu des noms d’oiseaux, principalement indigènes.
Mais ici, l'accouchement s'avéra difficile :
- Le 1er avril 1932, le collège baptisa cette voie d’avenue des Passerinettes. Tel s'appelle en Provence la fauvette d’hiver.
- Le 22 avril 1932, le collège accepte la proposition de Woluwe-Saint-Pierre de changer ce nom en avenue des Tarins.
- Le 13 mai 1932, on decouvre qu'il existe déjà un doublon : place du Tarin à Watermael-Boitsfort. Il est opté cette fois pour l’avenue des Perruches.
- En cette année électorale, les habitants envoyèrent une pétition pour modifier cette appellation; le collège décida de la nommer avenue des Colibris. Malheureusement, des doublons existaient dans d’autres communes bruxelloises.
- Le 10 novembre 1932, le collège choisit finalement avenue des Passereaux.

- Premier permis de bâtir délivré le 17 novembre 1928 pour le no 17.

Robert Willame habitait dans cette rue lorsqu'il fut enlevé avec son épouse par la Gestapo et déporté.